# Baustütze

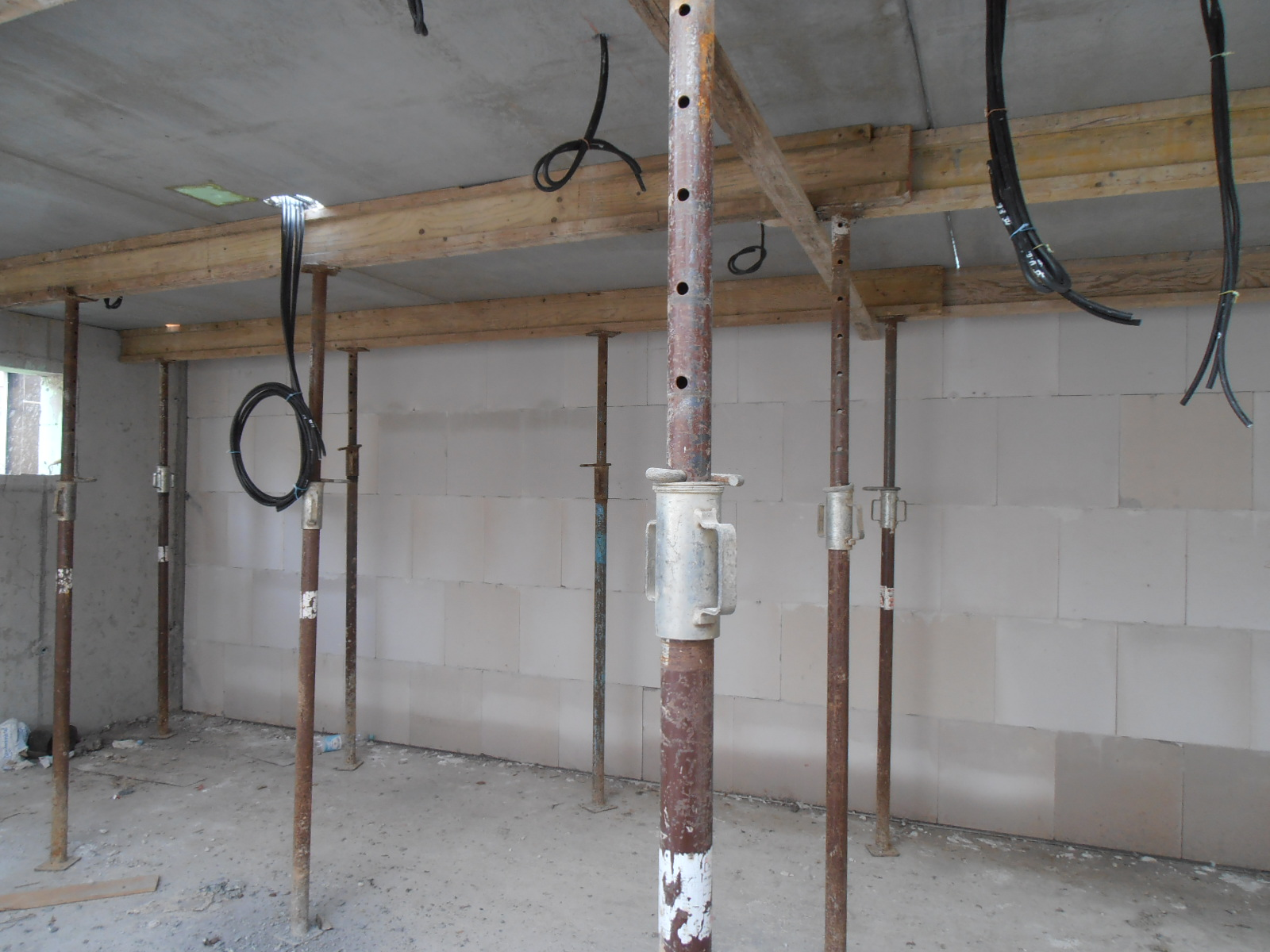
Eine mit Sprießen und Stegträgern abgestützte Elementdecke, noch ohne Aufbeton

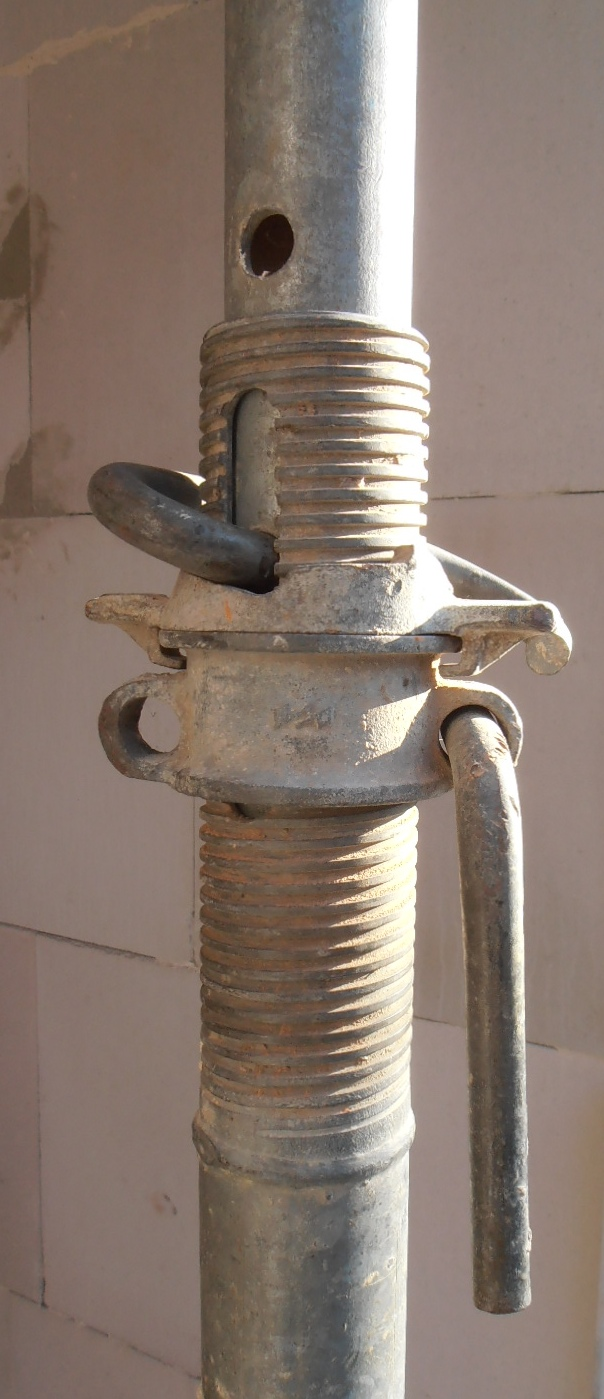
Verstellmechanismus: Manschette mit Innengewinde und zwei seitlichen Ringösen. In einer der Ösen befindet sich ein unverlierbarer Hebel, in die andere kann ein Stab eingesteckt werden. Über der Manschette besitzt diese Stütze einen zusätzlichen Ring mit schrägen Flächen, die den durch die Löcher des inneren Rohrs gesteckten (hier U-förmigen) Bolzen anheben, wenn die seitlichen Nasen mit dem Hammer angeschlagen werden.

Eine Baustütze oder Teleskopstütze ist in der Bautechnik ein demontables und variables Stützelement, meist aus verzinkten oder lackierten Stahlrohren, das in der DIN EN 1065 normiert ist. Durch einen Steck- und Schraubmechanismus lässt sich die Länge stufenlos einstellen. Die zulässige Belastbarkeit in Richtung der Längsachse einer typischen Baustütze liegt bei 20 kN (2040 kg).
Weitere Bezeichnungen sind Sprieß, Baustempel, Schraubstütze oder je nach vorgesehenem Einsatzzweck auch Deckenstütze, Schalungsstütze und Schwerlaststütze. Tür und Fensterstützen sind kürzer, da diese dazu gedacht sind, in Wandöffnungen verspannt zu werden.
Leichtere Ausführungen etwa zum Abstützen von Trockenbauplatten während des Ausrichtens und Befestigens werden als Montagestützen, Spannstützen, Schnellspannstützen, Einhandspanner oder Einhandstützen bezeichnet.

## Anwendung
Baustützen werden meist vertikal zum Abstützen von Deckenschalungen oder Elementdecken vor dem Betonieren eingesetzt, aber auch schräg oder horizontal, etwa zum Abstützen von Wandschalungen und im Grabenverbau.
In der Regel bestehen Baustützen aus zwei Rohren, von denen das obere einen geringeren Durchmesser besitzt und in das untere Rohr eingesteckt werden kann. Beide Stahlrohre sind an einem Ende mit einem Stützenfuß versehen, der bei Schalungsstützen auch über ein Gelenk mit der Stütze verbunden sein kann.
Das untere Rohr besitzt am oberen Rand ein Außengewinde mit einer Gewindehülse, die auf und ab geschraubt werden kann, um die Länge der Stütze einzustellen und die Stütze zu verspannen. Zur Voreinstellung der Länge besitzt das obere Rohr üblicherweise eine Reihe von Bohrungen.
Zum Einbau wird die Stütze bis auf die benötigte Länge ausgezogen und durch die unterste zugängliche Bohrung wird ein Bolzen gesteckt. Der Bolzen liegt an der Gewindehülse an, so dass eine Feineinstellung der Länge der Stütze durch Drehen der Hülse vorgenommen werden kann.
Oft wird die Stütze verspannt, indem zunächst die Gewindehülse per Hand angezogen und anschließend durch einige Schläge mit dem Hammer noch ein wenig weiter geschraubt wird. Die Hülsen robusterer Stützen haben seitliche Flanken oder Nasen, die zum Anschlagen mit dem Hammer gedacht sind. An den Nasen können auch spezielle Spannschlüssel angesetzt werden. Manche leichte Stützen besitzen lediglich seitliche Laschen aus Flachstahl, in die eine Stange oder ein Werkzeug wie ein Maurerhammer oder eine Brechstange eingeschoben werden, um die Stütze zu spannen.
Die groben Gewinde der Baustützen eignen sich nur bedingt, um Lasten anzuheben. Beim Anziehen der Stütze kann ein gewisser Druck aufgebracht werden, wenn Stangen zur Betätigung der Schraubhülse in die Löcher gesteckt werden, die sich an der Seite der meisten Schraubhülsen befinden. Oft ist in einem der Löcher ein kurzer Hebel vorinstalliert, der durch Aufstecken von Stahlrohren verlängert werden kann. Geeignet sind zöllige Wasserrohre ab der Größe 3/4".
Beim Anziehen der Stütze kann ein höherer Druck erzielt werden, wenn das freiliegende Gewinde am Schaft des äußeren Rohrs zunächst gereinigt und gefettet wird.
Wenn Fachwerkschwellen oder ähnliche Bauteile geringfügig angehoben werden sollen (etwa um darunterliegende Bauteile auszutauschen), sollten zum Heben zunächst Spindeln oder hydraulische Pressen verwendet werden, die nach dem Setzen der Stützen wieder entfernt werden können.

## Ausrichtung der Stütze
Wenn aufgrund von Platzproblemen nur eine beschränkte Anzahl an Stützen eingesetzt werden kann, so dass die einzelnen Stützen bis an die Belastungsgrenze belastet werden, müssen die Fußplatten der Stützen so ausgerichtet werden, dass kein Biegemoment in die Stützen eingebracht wird.
Eine Stütze mit fest angeschweißten Fußplatten darf also nur dann mit der zulässigen Traglast belastet werden, wenn beim Aufstellen darauf geachtet wird, dass über die Stützenfüße genau rechtwinklig zur Achse der Stütze aufsitzen.
Andernfalls besteht die Gefahr, dass die Stütze frühzeitig durch Knicken versagt.
Im Idealfall stützen sich der obere und untere Stützenfuß auf Flächen ab, die zueinander parallel liegen, z. B. Boden und Decke eines Raums.
Gibt es keine solchen Flächen, sollte eine Auflage für die Stützenfüße geschaffen werden, die auch unter Belastung genau rechtwinklig zur Stützenachse liegt, z. B. durch Verwendung von Hartholzkeilen, die im passenden Winkel zugeschnitten werden.
Die meisten Stützenfüße sind ausreichend steif, so dass anstelle einer vollflächigen Auflage auch lediglich die vordere und hintere Kante der Fußplatte aufgelagert werden kann. Auch hier müssen die Auflagekanten wieder rechtwinklig zur Stützenachse ausgerichtet sein.
Werden unterschiedlich starke Holzklötze zur Unterstützung der beiden Kanten der Fußplatte oder Holzkeile verwendet, so wird die dickere Holzunterlage stärker nachgeben als die flache, wodurch ebenfalls ein Biegemoment in der Stütze entsteht. Da Nadelholz stärker nachgibt als Hartholz, sollte auch zur flächigen Unterstützung der Fußplatte mit stärker geneigten Keilen vorzugsweise Buche oder Eiche verwendet werden.
Die gleichmäßige Auflage der Stützenfüße kann geprüft werden, indem die beidseitig anliegende, aber noch nicht verspannte Stütze um ihre Längsachse gedreht und dabei der Drehpunkt an beiden Enden beobachtet wird.
Nur selten liegt der Drehpunkt genau im Zentrum der Stützenfüße. Er darf sich jedoch nicht eindeutig an einer Außenkante des Fußes befinden. Insbesondere dürfen die Drehpunkte nicht an beiden Enden der Stütze auf der gleichen Seite liegen (liegen die Drehpunkte an den beiden Enden der Stütze gegenüber, so gleichen sich die dadurch hervorgerufenen Biegemomente teilweise gegeneinander aus). Die Auflagen der beiden Stützenfüße bzw. die Ausrichtung der Stütze müssen solange variiert werden, bis der Drehpunkt entweder nahe dem Zentrum der Fußplatte liegt oder schon bei geringer Drehung der Stütze hin und her wandert und somit anzeigt, dass der Fuß zumindest annähernd gleichmäßig aufgelagert ist.
Im Zweifel ist es besser, den Stützenfuß durch ein punktförmiges Auflager (z. B. einen Hartholzklotz) oder ein linienförmiges Auflager (z. B. eine Holzleiste) mittig zu unterstützen, als zwei flächige Auflagen zu verwenden, die nicht parallel zueinander stehen, wobei eine geringe Abweichung von einem bis höchstens zwei Winkelgrad noch zu tolerieren ist.